# Жумагазієв Даурен Нурдаулетович
Даурен Нурдаулетович Жумагазі́єв (каз. Даурен Нурдаулетович Жумагазиев, 18 липня 1989, село Шокан, Алматинська область, Казахська РСР) — казахський борець вільного стилю, бронзовий призер чемпіонату світу, чемпіон та бронзовий призер чемпіонатів Азії, бронзовий призер Азійських ігор, учасник олімпійських ігор.

## Біографія
Боротьбою почав займатися з 1998 року. У 2006 році став бронзовим призером чемпіонату Азії серед кадетів.
Виступає за борцівський клуб ЦСКА, Алмати. З 2001 року тренується під керівництвом Руслана Умралієва.

## Спортивні результати на міжнародних змаганнях

### Виступи на Олімпіадах
| Змагання                    | Збірна    | Вагова категорія          | Місце |
| --------------------------- | --------- | ------------------------- | ----- |
| Літні Олімпійські ігри 2012 | Казахстан | вільна боротьба, до 60 кг | 12    |

### Виступи на Чемпіонатах світу
| Змагання                        | Збірна    | Вагова категорія          | Місце  |
| ------------------------------- | --------- | ------------------------- | ------ |
| Чемпіонат світу з боротьби 2011 | Казахстан | вільна боротьба, до 60 кг | Бронза |
| Чемпіонат світу з боротьби 2013 | Казахстан | вільна боротьба, до 66 кг | 14     |

### Виступи на Чемпіонатах Азії
| Змагання                       | Збірна    | Вагова категорія          | Місце  |
| ------------------------------ | --------- | ------------------------- | ------ |
| Чемпіонат Азії з боротьби 2010 | Казахстан | вільна боротьба, до 60 кг | Бронза |
| Чемпіонат Азії з боротьби 2011 | Казахстан | вільна боротьба, до 60 кг | Золото |
| Чемпіонат Азії з боротьби 2014 | Казахстан | вільна боротьба, до 65 кг | 5      |

### Виступи на Азійських іграх
| Змагання           | Збірна    | Вагова категорія          | Місце  |
| ------------------ | --------- | ------------------------- | ------ |
| Азійські ігри 2010 | Казахстан | вільна боротьба, до 60 кг | Бронза |
| Азійські ігри 2014 | Казахстан | вільна боротьба, до 65 кг | 9      |

### Виступи на Кубках світу
| Змагання                    | Збірна    | Вагова категорія          | Місце |
| --------------------------- | --------- | ------------------------- | ----- |
| Кубок світу з боротьби 2013 | Казахстан | вільна боротьба, до 74 кг | 12    |
| Кубок світу з боротьби 2013 | Казахстан | вільна боротьба, до 66 кг | 8     |

### Виступи на інших змаганнях
| Змагання                                                      | Збірна    | Вагова категорія          | Місце  |
| ------------------------------------------------------------- | --------- | ------------------------- | ------ |
| Турнір Яшара Догу 2012                                        | Казахстан | вільна боротьба, до 66 кг | 27     |
| Золотий Гран-прі з боротьби 2012 (Тегеран)                    | Казахстан | вільна боротьба, до 66 кг | 5      |
| Золотий Гран-прі з боротьби 2012 (Баку)                       | Казахстан | вільна боротьба, до 66 кг | Золото |
| Гран-прі «Іван Яригін» 2013                                   | Казахстан | вільна боротьба, до 66 кг | 26     |
| Турнір Алі Алієва 2013                                        | Казахстан | вільна боротьба, до 66 кг | 18     |
| Гран-прі Німеччини з боротьби 2013                            | Казахстан | вільна боротьба, до 66 кг | Бронза |
| Меморіал Вацлава Циолковського 2013                           | Казахстан | вільна боротьба, до 66 кг | 21     |
| Кубок Тахті 2014                                              | Казахстан | вільна боротьба, до 65 кг | Бронза |
| Міжнародний турнір Дінмухамеда Кунаєва 2014                   | Казахстан | вільна боротьба, до 65 кг | Срібло |
| Гран-прі «Іван Яригін» 2015                                   | Казахстан | вільна боротьба, до 65 кг | 17     |
| Турнір Алі Алієва 2015                                        | Казахстан | вільна боротьба, до 65 кг | 11     |
| Інтерконтинентальний кубок з боротьби 2015                    | Казахстан | вільна боротьба, до 65 кг | 9      |
| Міжнародний турнір Дінмухамеда Кунаєва 2015                   | Казахстан | вільна боротьба, до 65 кг | 10     |
| Турнір Олександра Медведя 2016                                | Казахстан | вільна боротьба, до 65 кг | 12     |
| Олімпійський кваліфікаційний турнір з боротьби 2016 (Стамбул) | Казахстан | вільна боротьба, до 65 кг | 7      |
| Меморіал Вацлава Циолковського 2016                           | Казахстан | вільна боротьба, до 70 кг | 9      |
| Міжнародний турнір Дінмухамеда Кунаєва 2016                   | Казахстан | вільна боротьба, до 65 кг | Бронза |
| Кубок Тахті 2017                                              | Казахстан | команда                   | Бронза |